# Jacek Podsiadło
Jacek Podsiadło (* 7. února 1964 Szewna) je polský básník, prozaik, překladatel, novinář, fejetonista.

## Tvorba
Autor řady básnických sbírek, básně a prózu publikovat ve většině polských literárních časopisů. Jeho básně byly přeloženy např. do angličtiny, němčiny, slovenštiny, slovinštiny a ukrajinštiny. Je také autorem průvodce po Vilniusu, který vydalo vydavatelství Wydawnictwo Pascal. Ve své tvorbě vystupuje proti různým formám společenského útlaku (stát, armáda, vzdělávání) a zastává anarchistické a pacifistické postoje.
V letech 1993 až 2008 vedl pořad "Studnia (Studna)" v Radiu Opole. Od roku 2009 provozuje vlastní internetové rádio „Studnia”. V letech 2000–2007 působil jako stálý fejetonista v týdeníku „Tygodnik Powszechny”.

## Ceny a ocenění
V roce 1992 získal ocenění Grand Prix v soutěži básnických sbírek M. M. Morawské. Je držitelem řady literárních cen např. Ceny Georga Trakla (1994), Ceny Nadace Kościelských (1998), Ceny Czesława Miłosze (2000); byl čtyřikrát nominován na Literární cenu „Nike” (v r. 1999 za Niczyje, boskie, v r. 2000 za Wychwyt Grahama, v r. 2006 za Kra a v r. 2015 za Przez sen - finále ceny), nominován na Literární cenu Gdynia 2009 v kategorii prózy za Życie, a zwłaszcza śmierć Angeliki de Sancé, nominován na Básnickou cenu K. I. Gałczyńského „Orfeusz” 2015 za sbírku Przez sen. V roce 2015 získal Vratislavskou básnickou cenu „Silesius” za celoživotní dílo a Básnickou cenu Wisławy Szymborské 2015 za sbírku Przez sen (ex aequo s Romanem Honetem).

## Vybraná díla
- Nieszczęście doskonałe, Toruńskie Towarzystwo Kultury, Toruń 1987.
- W lunaparkach smutny, w lupanarach śmieszny, Staromiejski Dom Kultury, Warszawa 1990.
- Wiersze wybrane 1985–1990, Biblioteka "brulionu", Warszawa-Kraków 1992.
- Arytmia, Biblioteka "brulionu", Warszawa 1993.
- Dobra ziemia dla murarzy, Tikkun, Warszawa 1994.
- Języki ognia, Biblioteka "brulionu", Warszawa-Kraków 1994.
- To all the whales I'd love before, Kartki, Białystok 1996.
- Niczyje, boskie, Biblioteka "brulionu", Warszawa 1998.
- Wiersze wybrane 1990–1995, Stowarzyszenie "Inna Kultura", Bielsko-Biała 1998.
- Wiersze zebrane, Lampa i Iskra Boża, Warszawa 1998 (II wydanie: 2003).
- Wychwyt Grahama, Lampa i Iskra Boża, Warszawa 1999.
- Cisówka. Wiersze. Opowiadania, Biblioteka "Kartek", Białystok 1999.
- I ja pobiegłem w tę mgłę, Znak, Kraków 2001.
- Kra, Znak, Kraków 2005.
- A mój syn... (zbiór felietonów), Znak, Kraków 2006.
- Pippi, dziwne dziecko (zbiór felietonów), Hokus-Pokus, Warszawa 2006.
- Życie, a zwłaszcza śmierć Angeliki de Sancé, Znak, Kraków 2008.
- Trzy domy, Jacek Santorski & Co, Warszawa 2009.
- Czerwona kartka dla Sprężyny, Nasza Księgarnia, Warszawa 2009.
- Pod światło, Bez napiwku, Opole 2011.
- Przez sen, Ośrodek "Brama Grodzka - Teatr NN", Lublin 2014
- Przedszkolny sen Marianki, Biuro Literackie, Wrocław 2015.